# 塞爾希伊夫卡 (布赫林市鎮)
50°32′2″N 26°27′31″E / 50.53389°N 26.45861°E
塞爾希伊夫卡（烏克蘭語：Сергіївка），是烏克蘭西北部里夫内州里夫内区布赫林市镇的村落。始建於1890年，面積0.56平方公里，海拔高度199米，2001年人口205，人口密度每平方公里368.7人。